# Jordi Alcaraz
Jordi Alcaraz Tarradas (Calella, Barcelona, 1963) es pintor y escultor español, artista multidiciplinar.

## Trayectoria profesional
Alcaraz comenzó su carrera artística como escultor y grabador. Su obra se ha expuesto en exposiciones individuales y colectivas,  en Madrid en las galerías Brita Prinz y Nieves Fernández, en Barcelona en la Galería Joan Prats y el Centro Cultural Santa Tecla de Hospitalet de Llobregat, en Palma de Mallorca en la sala Pelaires, en Oviedo en galería Vértice, en Almagro en la galería Fúcares, etc. También ha expuesto individualmente en diversos países de Europa y América: en Alemania, en la galerías Michael Hass de Berlín y Stephan Röpke de Colonia, Italia en la Galleria Torbandena de Trieste, en Canadá, en Caroline Dimnik Contemporary, Toronto, Estados Unidos, Jack Rutberg Fine Arts de Los Ángeles, Suiza, etc. Ha concurrido a ferias internacionales, como Arco, feria en la que participa asiduamente desde 1997, Art Bassel, Arte Fiera (Bolonia), Art Colonia, Art Chicago, Pulse New York (2008 y 2009), Feria de Arte de Miami, Arte Lisboa, Toronto International Art Fair, etc.
En 2001 participó en la exposición colectiva "De blancos, vacíos y silencios" de la Fundación Telefónica, muestra con la que siete artistas jóvenes, tomando como argumento el blanco, rendían homenaje a Kazimir Malévich. En 2009 la galería Nieves Fernández de Madrid lo incluyó en la muestra "Cherchez la femme", en la que se exhibieron también obras de artistas como Eduardo Chillida, Equipo Crónica y Ronald Kitaj. Es también uno de los promotores de la Escuela Internacional de Grabado de Calella.

## Estilo artístico
Partiendo de los conceptos tradicionales de la pintura y la escultura, Alcaraz reflexiona sobre el volumen, el lenguaje y el tiempo, mediante el empleo de elementos como el agua, el cristal, espejos, la reflectación o los libros recurrentes en su obra, para hacer de forma artesanal e imaginativa esculturas pintadas o pinturas esculpidas. En su lenguaje pictórico prevalecen el blanco y el negro y la interrelación de transparencias y agujeros, posibilitando llegar a ver espacios arcanos, llenos de magia. Recurre con frecuencia en los títulos de sus obras a juegos poéticos de palabras sorprendentes, en la tradición de los poemas visuales de Joan Brossa. Juega también con los materiales buscando despertar la curiosidad en el espectador: cristales que se derriten o se contraen; bolsas pigmentadas que se hunden en superficies cristalinas; esculturas de madera atravesando urnas de metacrilato, que pasan de la oscuridad nocturna a la luz diurna; un cromatismo que huye de los botes de pintura mediante agujeros imaginados; manchas negras de las que brota pintura blanca; retratos imposibles. Sus obras, utilizando elementos muy simples, son en cierto modo, según él mismo explica, obras inacabadas, que buscan superar los límites tradicionales de los géneros artísticos.